# Llista de muntanyes de la plana litoral del País Valencià
Llista de muntanyes de la plana litoral del País Valencià deixant de banda aquelles muntanyes o cims que formen part de les grans serres que trenquen la continuïtat de la planura i no formen part d'aquesta com les d'Irta, el Desert de les Palmes, Espadà, Calderona, el Mondúver, Segària, Bèrnia o Escalona.
| Nom                                           | Altura | Municipi               | Comarca       | Unitat de relleu  | Coordenades                                            | Foto |
| --------------------------------------------- | ------ | ---------------------- | ------------- | ----------------- | ------------------------------------------------------ | ---- |
| Puig de la Misericòrdia                       | 162 m. | Vinaròs                | Baix Maestrat | Plana de Vinaròs  | 40° 30′ 37″ N, 0° 25′ 29″ E / 40.510382°N,0.424608°E   |      |
| Puig de la Nau                                | 163 m. | Benicarló              | Baix Maestrat | Plana de Vinaròs  | 40° 28′ 32″ N, 0° 24′ 40″ E / 40.475512°N,0.411101°E   |      |
| la Tossa                                      | 167 m. | Benicarló              | Baix Maestrat | Plana de Vinaròs  | 40° 26′ 29″ N, 0° 22′ 06″ E / 40.4414383°N,0.3684205°E |      |
| la Tossa                                      | 167 m. | Càlig                  | Baix Maestrat | Plana de Vinaròs  | 40° 26′ 29″ N, 0° 22′ 06″ E / 40.4414383°N,0.3684205°E |      |
| els Navarros                                  | 207 m. | Peníscola              | Baix Maestrat | Plana de Vinaròs  | 40° 25′ 24″ N, 0° 21′ 11″ E / 40.4233362°N,0.3529307°E |      |
| Muntanyeta de Sant Antoni                     | 138 m. | Betxí                  | Plana Baixa   | Plana de Castelló | 39° 54′ 16″ N, 0° 10′ 42″ O / 39.9043847°N,0.1783226°O |      |
| el Castell d'Almenara                         | 178 m. | Almenara               | Plana Baixa   | Plana de Castelló | 39° 45′ 23″ N, 0° 13′ 12″ O / 39.7564521°N,0.2199277°O |      |
| el Punt del Cid                               | 110 m. | Almenara               | Plana Baixa   | Plana de Castelló | 39° 45′ 10″ N, 0° 12′ 26″ O / 39.7528144°N,0.2072891°O |      |
| Muntanya de la Patada                         | 56 m.  | el Puig de Santa Maria | Horta Nord    | Horta de València | 39° 35′ 26″ N, 0° 18′ 19″ O / 39.5906732°N,0.3051842°O |      |
| el Cabeçolet                                  | 26 m.  | el Puig de Santa Maria | Horta Nord    | Horta de València | 39° 35′ 54″ N, 0° 18′ 38″ O / 39.598355°N,0.3104231°O  |      |
| Muntanyeta dels Sants                         | 22 m.  | Sueca                  | Ribera Baixa  | l'Albufera        | 39° 14′ 32″ N, 0° 18′ 58″ O / 39.2421°N,0.316244°O     |      |
| Muntanyeta dels Pins                          | 32 m.  | Benicull de Xúquer     | Ribera Baixa  |                   | 39° 11′ 03″ N, 0° 22′ 39″ O / 39.1841761°N,0.3774198°O |      |
| Muntanya de les Raboses (Muntanya de Cullera) | 231 m. | Cullera                | Ribera Baixa  |                   | 39° 10′ 34″ N, 0° 15′ 04″ O / 39.1761202°N,0.2510126°O |      |
| el Cabeçol                                    | 44 m.  | Cullera                | Ribera Baixa  |                   | 39° 11′ 17″ N, 0° 14′ 45″ O / 39.1879672°N,0.2458067°O |      |